# Cláudia Varejão
Cláudia Varejão (Porto, 1980) é uma cineasta, realizadora, argumentista, fotografa e professora portuguesa.

## Biografia
Cláudia Varejão nasceu no Porto e estudou realização no Programa de Criatividade e Criação Artística da Fundação Calouste Gulbenkian em parceria com a German Film und Fernsehakademie Berlin e na Academia Internacional de Cinema de São Paulo. Estudou ainda fotografia no AR.CO Centro de Arte e Comunicação Visual em Lisboa. É autora da trilogia de curtas-metragens Fim-de-semana, Um dia Frio e Luz da Manhã. Ama-San, retrato de mergulhadoras japonesas, foi a sua estreia nas longas metragens, recebendo dezenas de prémios em todo o mundo, seguindo-se No Escuro Do Cinema Descalço Os Sapatos, filme que acompanha a intimidade de um grupo de bailarinos de uma companhia de dança. Amor Fati é o seu mais recente filme e teve estreia em 2020. Lobo e Cão, em fase de preparação, devolverá novamente o seu olhar à ficção. Os seus filmes têm sido selecionados e premiados pelos mais prestigiados festivais de cinema, passando por Locarno, Roterdão, Visions du Reel, Cinema du Reel, Karlovy Vary, Art of the real - Lincoln Center, entre muitos outros. A par do seu trabalho como realizadora desenvolve um percurso como fotógrafa e é professora convidada em diversas escolas e workshops. O seu trabalho, tanto no cinema como na fotografia, documentário ou ficção, vive da estreita proximidade com os seus retratados.

## Filmografia
- Kora (2024)[1]
- Lobo e Cão (2022)[2]
- Amor Fati (2020) [3]
- No escuro do cinema descalço os sapatos (2016) [4]
- Ama-san (2016) [5]
- Semear o tempo (2015) [6]
- Luz da Manhã (2010) [7]
- Um dia Frio (2009) [8]
- Fim-de-semana (curta metragem) (2007) [9]
- Falta-me (curta metragem) (2005) [10]

## Prémios e Menções Honrosas
- Falta-me foi premiada com:
  - Menção Honrosa DocLisboa 2005 [11]
  - Prémio Melhor Documentário e Prémio da Imprensa no festival Caminhos do Cinema Português 2006 [10]
  - It’s All True Festival São Paulo 2007
- A curta Um Dia Frio foi premiada [6] com: 
  - Melhor Curta de Língua Portuguesa no Cineport 2009
  - Grande Prémio Internacional no Festival de Lille 2009
  - Prémio de Júri no Mediterranean Short Film Festival of Tangier 2009 [12]
  - Grande Prémio no Montpellier International Festival of Mediterranean Film 2009
  - Prémio da Crítica no Festival Luso-Brasileiro de Santa Maria da Feira
- Prémio Melhor Filme A Árvore da Vida no Festival IndieLisboa 2012, com Luz da Manhã [13]
- Ama-San recebeu:
  - Best Film Portuguese Competition - Prémio Ingreme - Doclisboa '16
  - Best Film International Competition - Play-Doc 2017 - International Documentary Festival '17
  - Extra Muros Award - Pravo Ljudski Film Festival in Sarajevo '16
  - Best Film - International Competition - Biobiocine International Film Festival '17
  - Special Mention - International Film Festival Karlovy Vary '16
  - Bellona Foundation Special Prize - Message to Man International Film Festival '16
  - Teenage Prize – Porto/Post/Doc '16
  - EURO AWARD FOR TV5 MONDE - CRONOGRAF - Festivalul International de Film Documentar '17
  - Special Mention - FIDBA - International Documentary Film Festival '17
  - Green Dox Award – DokuFest - International Documentary and Short Film Festival '17
  - L. Kimitete Award - Festival International du Film Insulaire de Groix '17
  - Grand Prix International Competition - International Intagible Heritage Film Festival
  - Special Mention - Sole Luna Doc Festival Treviso, Italy '17
  - Best Feature film - Festival do Filme Etnográfico do Pará, Brazil '17
  - Prix Chandrika Sharma - Festival Pêcheurs du Monde'18
  - Best International Documentary - Construir Cine Labour Int. Film Festival'18
- Amor Fati recebeu:
  - Basler FilmPreis, Switzerland'20
  - Best Sound - Caminhos do Cinema Português, Portugal'20
  - Best Editing - Caminhos do Cinema Português, Portugal'20
  - Press CISION - Caminhos do Cinema Português, Portugal'20
- Lobo e Cão recebeu:
- 2022 - prémio principal da competição "Dias dos Autores", paralela ao Festival Internacional de Cinema de Veneza.[14]
- Kora recebeu:
- 2025 - Prémio Sophia de Melhor Curta-Metragem Documentário.[15]
- 2025 - Prémios Curtas 2025 para Melhor Realização, Melhor Montagem e Melhor Curta Documental.[16]
- Varejão ganhou o Prémio Arco-Íris 2021/2022 atribuído pela ILGA Portugal.[17]